# Nazionale di slittino dell'Austria
La nazionale di slittino dell'Austria è la rappresentativa nazionale dell'Austria in tutte le manifestazioni dello slittino, dalle Olimpiadi ai mondiali, passando per gli europei e la Coppa del Mondo.
Raggruppa tutta gli slittinisti di nazionalità austriaca selezionati dagli appositi organi ed è posta sotto l'egida della Österreichischer Rodelverband (ÖRV); sono inoltre previste squadre giovanili, che prendono parte ai Giochi olimpici giovanili, ai mondiali juniores, alle Coppe del Mondo juniores e giovani, nonché a tutte le altre manifestazioni internazionali di categoria.

## Storia

### Dalle origini ai Giochi di Innsbruck 1964
La federazione austriaca è stata una delle tre associazioni che nel 1913 fondarono a Dresda la Internationale Schlittensportverband, ossia la "Federazione Internazionale degli Sport con Slitte", è già l'anno successivo a Reichenberg i rappresentanti della nazionale austriaca presero il via ai primi campionati europei, unicamente maschili, dominando sia la gara del singolo sia quella del doppio: gli austriaci infatti occuparono in entrambe le occasioni tutti e tre i gradini del podio, anche se all'epoca la nazionale era formata da tutti gli atleti provenienti dai territori ricadenti sotto il controllo dell'Impero austro-ungarico, come i vincitori delle medaglie d'oro Rudolf Kauschka, Erwin Posselt e Karl Löbelt, che provenivano dal Regno di Boemia e che avrebbero difeso, successivamente alla dissoluzione dell'impero avvenuta nel 1918, i colori della Cecoslovacchia.
Nelle due successive edizioni dei campionati europei a Schreiberhau 1928 e Semmering 1929, aperti anche alle donne, furono proprio loro a conseguire i migliori risultati per la nazionale austriaca vincendo anche il titolo con Lotte Embacher nel 1929. Dopo di allora i risultati ai campionati europei subirono una flessione e solo con l'edizione casalinga di Igls 1951 gli slittinisti austriaci tornarono a dominare la competizione, grazie anche ad una schiera di atleti provenienti tutti dalla piccola cittadina di Matrei in Osttirol e precisamente Paul Aste ed i fratelli Isser: Josef, Heinrich e Maria. Josef e Heinrich, inoltre, ottennero risultati di grande prestigio anche nel bob, insieme agli altri loro fratelli Franz e Fritz e come anche lo stesso Paul Aste. Maria Isser, oltre ai trionfi nel singolo quali quattro titoli europei e due mondiali, è stata l'unica donna nella storia dello slittino a riuscire ad ottenere una medaglia d'oro nel doppio, vincendo l'alloro europeo a Davos 1954, nonché la prima a conquistare una medaglia ai mondiali, nell'edizione inaugurale di Oslo 1955, entrambe le volte insieme al fratello Josef.
Proprio i campionati mondiali divennero un altro terreno di caccia della nazionale austriaca, che grazie anche ad atleti del calibro di: Karla Kienzl, Herbert Thaler, Josef Thaler, Hans Krausner, Elly Lieber, Reinhold Frosch e Ewald Walch, insieme a Maria Isser, ottennero tutti i titoli iridati, e numerose altre medaglie internazionali, fino all'esordio dello slittino ai Giochi olimpici invernali che coincise con l'edizione casalinga di Innsbruck 1964 nella quale gli atleti austriaci riuscirono a conquistare la medaglia di bronzo con Helene Thurner nel singolo femminile e soprattutto giunsero ai primi due posti nella specialità del doppio, rispettivamente con le coppie formate da Josef Feistmantl e Manfred Stengl e da Reinhold Senn e Helmut Thaler.

### Dal 1965 ai primi anni '80
Tra i medagliati dei Giochi del 1964 solo Josef Feistmantl ed Helene Thurner riuscirono ad ottenere medaglie ai campionati mondiali e lo stesso Feistmantl, oltre al titolo iridato nel singolo a Schönau am Königssee 1969 e ad altre tre medaglie mondiali, conquistò anche un alloro continentale nel doppio nel 1967 nella stessa località tedesca. Alle successive Olimpiadi di Grenoble 1968 salì alla ribalta Manfred Schmid, che trionfò nel singolo ed ottenne la seconda posizione nel doppio insieme ad Ewald Walch, in coppia con il quale ottenne anche due titoli iridati a Schönau am Königssee nel 1969 e nel 1970 ed altri due argenti, mentre, sempre a livello di campionati mondiali, ma nella specialità del singolo ottenne due medaglie d'argento ed una di bronzo, quest'ultima proprio disputando la sua ultima competizione prima del ritiro e precisamente i mondiali casalinghi di Imst 1978.
Nel frattempo erano trascorse due edizioni dei Giochi, quella di Sapporo 1972 nella quale gli slittinisti dell'Austria ottennero come migliori risultati solamente due settimi posti e quella di Innsbruck 1976, nuovamente in terra austriaca, in cui Rudolf Schmid e Franz Schachner conquistarono la medaglia di bronzo nel doppio. Fu proprio in questa specialità che gli austriaci ottennero la maggior parte dei loro più importanti successi di quel periodo: la stessa coppia formata da Schmid e Schachner aveva infatti collezionato due terzi posti consecutivi nei due campionati del mondo che precedettero i Giochi, il doppio costituito da Georg Fluckinger e Karl Schrott ottenne il bronzo alle Olimpiadi successive di Lake Placid 1980 e quello formato da Günther Lemmerer e Reinhold Sulzbacher vinse la medaglia d'oro ai campionati europei di Winterberg 1982 e soprattutto tre trofei di Coppa del Mondo consecutivi, quello del 1979/80, del 1980/81 e del 1981/82, quest'ultimo ex aequo con l'altra coppia austriaca composta ancora da Georg Fluckinger, ora in coppia con Franz Wilhelmer.
In questo periodo, in campo femminile, gli unici risultati di un certo rilievo furono ottenuti da Margit Graf, che nel 1977 conquistò la medaglia di bronzo sia ai campionati mondiali sia ai campionati europei, e da Angelika Schafferer, terza classificata ai mondiali del 1978 e per tre volte vincitrice della Coppa del Mondo: nel 1978/79, nel 1979/80 e nel 1980/81.

### Da Sarajevo 1984 a Salt Lake City 2002
Sia le Olimpiadi di Sarajevo 1984 che quelle di Calgary 1988 furono avare di soddisfazioni per la nazionale biancorossa, con solo un quarto e due quinti posti ottenuti tutti nel doppio, ma nel frattempo lo slittino austriaco tornò ai vertici nella specialità del singolo uomini grazie a Markus Prock, uno dei più grandi campioni di questo sport che nonostante si sia trovato di fronte nel corso della sua carriera prima il tedesco Georg Hackl e poi l'italiano Armin Zöggeler, fu in grado di conquistare, esclusivamente per quanto concerne la specialità del singolo, due medaglie d'argento ed una di bronzo ai Giochi olimpici, rispettivamente ad Albertville 1992, a Lillehammer 1994 ed a Salt Lake City 2002; ottenne inoltre due medaglie d'oro, ad Igls 1987 e ad Altenberg 1996, due d'argento e tre di bronzo ai campionati mondiali, tre titoli continentali, a Schönau am Königssee 1994, ad Oberhof 1998 e ad Altenberg 2002, ed altri due argenti europei e conquistò per ben dieci volte la Coppa del Mondo: nelle edizioni del 1987/88, del 1990/91, del 1991/92, del 1992/93, del 1993/94, del 1994/95, del 1995/96, del 1996/97, del 1998/99 e del 2001/02.
Oltre a ciò ottenne diverse medaglie anche nella gara a squadre: sette ai campionati mondiali, comprese le tre d'oro ad Altenberg 1996, ad Igls 1997 e a Schönau am Königssee 1999, e cinque agli europei. Negli anni '90 infatti la squadra austriaca poteva contare su un gruppo di atleti di primissimo livello quali Markus Schmidt, che ai Giochi di Albertville 1992 giunse immediatamente alle spalle del connazionale Prock conquistando il terzo gradino del podio; Gerhard Gleirscher, vincitore di un bronzo nel singolo ai campionati mondiali; le sorelle Doris e Angelika Neuner, che dominarono la gara del singolo femminile di Albertville 1992 giungendo rispettivamente in prima e seconda posizione ed entrambe vincitrici di un bronzo mondiale nel singolo, oltre a ciò Angelika andò a medaglia anche ai Giochi di Nagano 1998 conquistando il bronzo; Andrea Tagwerker, bronzo olimpico a Lillehammer 1994 e vincitrice della Coppa del Mondo nel 1996/97 ed infine i cugini Markus e Tobias Schiegl, che gareggiarono nel doppio conquistando due titoli mondiali ad Altenberg 1996 e ad Igls 1997 e cinque altre medaglie iridate.

### Dal 2003 ai giorni nostri
Markus Prock si ritirò dall'attività agonistica al termine della trionfale stagione 2002, nella quale ottenne il bronzo olimpico, la vittoria ai campionati europei di Altenberg e conquistò il suo decimo trofeo di Coppa del Mondo, lasciando dunque un vuoto in casa austriaca per quanto concerne il singolo uomini. Tuttavia in un primo momento non sembrò essere così, difatti Markus Kleinheinz vinse della Coppa del Mondo 2002/03 e Rainer Margreiter conquistò la medaglia di bronzo ai mondiali di Sigulda 2003, ma da quel momento in poi solo Daniel Pfister è riuscito nell'impresa di ottenere una medaglia in una competizione tra mondiali ed Olimpiadi, precisamente a Lake Placid 2009 nella gara valevole per il titolo iridato, ed è addirittura da novembre del 2005 che un atleta austriaco non conquista un primo posto nel singolo in una manifestazione internazionale; in quell'occasione fu Markus Kleinheinz a vincere la tappa di Altenberg di Coppa del Mondo.
A livello femminile l'unico risultato di prestigio è stato ottenuto da Nina Reithmayer che è riuscita a conquistare la medaglia d'argento ai Giochi di Vancouver 2010, mentre per quanto concerne i primi posti in questa specialità l'ultima affermazione di una slittinista austriaca risale al novembre 1997, quando nella tappa di Coppa del Mondo a Schönau am Königssee trionfò Andrea Tagwerker.
La sola specialità che nel corso di questi ultimi anni non ha risentito di problemi di ricambio generazionale in casa austriaca è quella del doppio, dato che il testimone lasciato dagli Schiegl, che hanno comunque continuato ad ottenere medaglie negli appuntamenti più importanti fino al 2008, è stato preso dai fratelli Andreas e Wolfgang Linger, vincitori della medaglia d'oro ai Giochi olimpici di Torino 2006 e di Vancouver 2010 e di quella d'argento a Soči 2014, nonché per tre volte campioni del mondo, a Sigulda 2003, a Cesana Torinese 2011 e ad Altenberg 2012, vincitori del titolo europeo a Sigulda 2010 e trionfatori in Coppa del Mondo nella stagione 2011/12. Oltre ai due Linger negli ultimi anni ha iniziato ad affacciarsi ad alti livelli anche la coppia formata da Peter Penz e Georg Fischler, vincitrice del titolo europeo a Paramonovo 2012 e medaglia di bronzo ai mondiali di Altenberg dello stesso anno.